# 霍夫湖 (梅克倫堡湖區縣)
53°29′7″N 12°45′58″E / 53.48528°N 12.76611°E

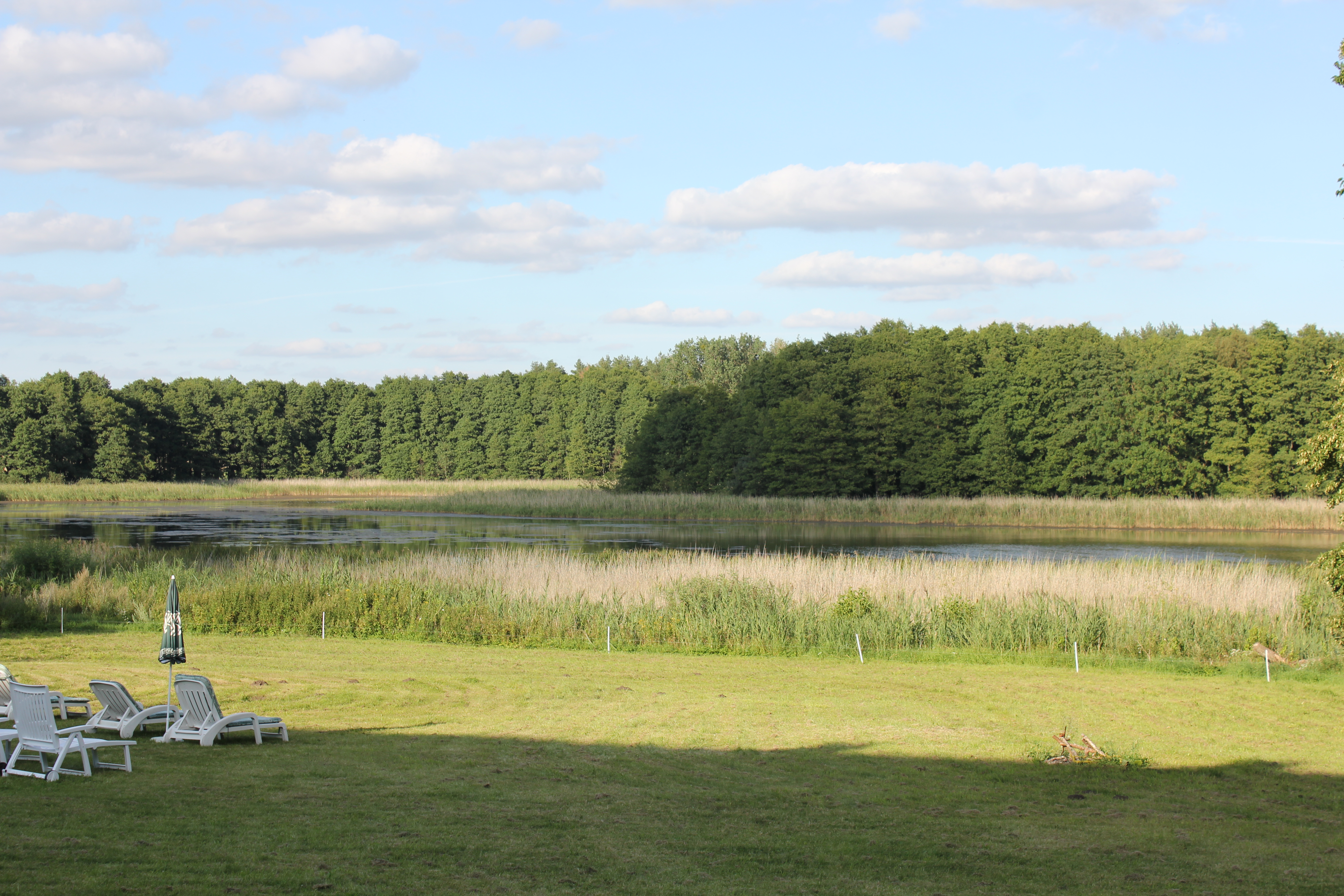

霍夫湖（德語：Hofsee），是德國的湖泊，位於該國的東北部，由梅克倫堡-前波美拉尼亞州負責管轄，處於梅克倫堡湖區縣，長0.6公里、寬0.4公里，面積0.14平方公里，海拔高度65米。